# Посттрансляційна модифікація

Діаграма генетичного коду, що показує місця можливої посттрансляційной модифікації амінокислот

Посттрансляці́йна модифіка́ція, ПТМ (англ. Posttranslational modification, PTM)  — хімічна модифікація білка після його трансляції. Це одна з останніх стадій процесу біосинтезу білків для більшості білків.
Білок (або субодиниця білкового комплексу) є поліпептідним ланцюжком, що складається з амінокислот. В процесі синтезу 20 амінокислот можуть бути включені до його складу (у випадку окремих організмів ще дві). Посттрансляційна модифікація розширює функціональний склад білка за допомогою додаткового приєднання таких груп як ацетатна (ацетилювання) або фосфатна (фосфорилювання), а також цукрів (глікозилювання) і ліпідів. Посттрансляційна модифікація може також включати зміну хімічної природи амінокислоти (наприклад, трансформацію залишку аргініну в цитрулін) або утворення дисульфідних зв'язків у білку. Спостерігається також метилювання аргінінових або лізинових амінокислотних залишків білка, наприклад гістонових ядерних білків.
Специфічні пептидази можуть відщеплювати невеликі фрагменти білка з N-термінального кінця або розрізати поліпептидний ланцюжок в середині. Наприклад, молекула інсуліну після трансляції додатково видозмінюється утворенням внутрішньомолекулярного дисульфідного зв'язку, після чого певна ділянка вирізається з середини ланцюжа пропептиду, що перетворює проінсулін на активний інсулін. Процес такого вирізання  називається білковим сплайсінгом.

## Різні типи ПТМ

### Фосфорилювання
Фосфорилювання є однією з найпоширеніших посттрансляційних модифікацій і використовується як механізм, що контролює поведінку багатьох білків (наприклад, активацію або інактивацію ферментів).

### Убіквітинювання
При убіквітинуванні відбувається ковалентне додавання невеликого білку убіквітину до цільового білку. Убіквітин – дуже консервативний білок, в якого лише три амінокислоти з 76 змінюються між ссавцями, дріжджами та рослинами – присутній у всіх тканинах еукаріотичних організмів. Його додавання відбувається в три етапи завдяки різним групам ферментів: E1, E2 та E3. Убіквітинування слугує маркером, що відправляє клітинний білок на деградацію (руйнування). Раніше вважали що лише протеасомний протеоліз виконує деградацію білків, що помічені убіквітином. Але в останні роки стало відомо, що існує три шляхи убіквітин-залежного руйнування білків: протеасоми, лізосоми та аутофагосоми.